# Neuoffingen
Neuoffingen ist eine Einöde und ein Gemeindeteil des Marktes Offingen, bestehend aus dem Bahnhof Neuoffingen.

## Geschichte
Der Ort besteht nur aus den Gebäuden des 1876 eröffneten Bahnhofs Neuoffingen in der Gemeinde Offingen. Ein Wohngebäude lag innerhalb der früheren Gemeindegrenzen von Gundelfingen an der Donau.
Der Ortsname Neuoffingen entstand zum Anlass des Bahnhofsbaus aus dem Namen der Gemeinde und dem Präfix Neu- in der Namensbedeutung „neuere Siedlung zu Offingen“.

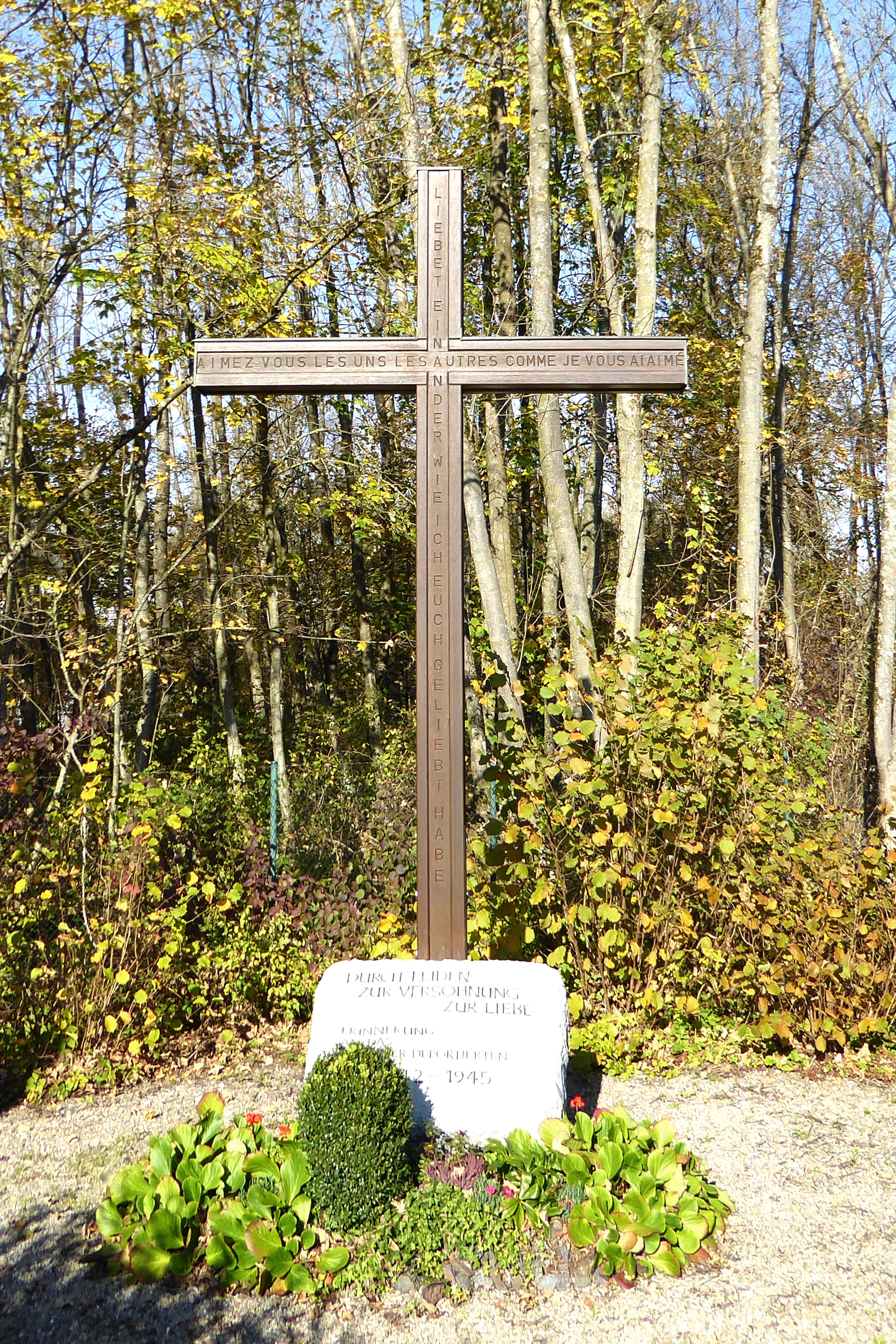
Das Versöhnungskreuz in Neuoffingen erinnert an das dortige Zwangsarbeiterlager während des Zweiten Weltkriegs

In den Jahren 1940 bis 1945 befand sich am nordwestlichen Rand des Bahnhofs ein Außenkommando der Strafanstalt Augsburg mit 80 Häftlingen, überwiegend Franzosen und Engländer. Mindestens ein Gefangener, der Guernseyer Polizist Herbert Percival Smith, kam an den Folgen der Misshandlungen und schlechten Bedingungen der Haft ums Leben. Smith hat ein Kriegsgrab im Augsburger Westfriedhof. Überlebender Frank Tuck von Guernsey schrieb im August 1945: „Wir waren ständig vom Kommandant und von den Wächtern misshandelt, sogar die Eisenbahningenieure bei der Arbeit waren fanatische Nazis und haben das Leben zur Hölle gemacht.“

## Bevölkerung

### Einwohnerentwicklung
| Jahr | Einwohner | (Wohn-)Gebäude |
| ---- | --------- | -------------- |
| 1875 | 23        | 7              |
| 1910 | 69        |                |
| 1925 | 96        | 5              |
| 1950 | 133       |                |
| 1961 | 78        |                |
| 1970 | 52        |                |
| 1987 | 18        |                |